# Ланувио
Ланувио (на италиански: Lanuvio, Lanuvium) е град и община в провинция Рим в регион Лацио, Централна Италия.
Има 12 581 жители (на 1 януари 2009). Намира се южно от Лаго ди Неми и
на 33 км югоизточно от Рим.
В древността градът се казва Ланувиум (Lanuvium) и според легендата е основан от
Диомед след завръщането му от Троянската война.
По времето на Римската империя древен Ланувиум e в Латинската лига и до 338 пр.н.е. независим.